# Cañaveruelas (kommun)
Cañaveruelas är en kommun i Spanien.   Den ligger i provinsen Provincia de Cuenca och regionen Kastilien-La Mancha, i den centrala delen av landet, 90 km öster om huvudstaden Madrid. Antalet invånare är 176. Cañaveruelas ligger vid sjön Pantano de Buendía.